# Switgard Feuerstein
Switgard Feuerstein (* 21. November 1960 in Kiel; geborene Rauschning) ist eine deutsche Ökonomin und Hochschullehrerin.

## Leben
Nach dem Abitur 1977 am Göttinger Theodor-Heuss-Gymnasium studierte Feuerstein ab 1978 Mathematik und Volkswirtschaftslehre an den Universitäten Göttingen und Heidelberg sowie in Warschau und Singapur. 1985 erlangte sie ein Diplom in Mathematik in Heidelberg, anschließend war sie dort Wissenschaftliche Mitarbeiterin. 1991 erfolgte an der Universität ihre Promotion zur Dr. rer. pol. mit der Arbeit Studien zur Wechselkursunion: makroökonomische Konsequenzen der Wechselwirkungen zwischen festen und flexiblen Wechselkursen. Feuerstein verblieb bis zur Habilitation 1998 mit der Arbeit Costs and Collusion: Contributions to Industrial Economics als Hochschulassistentin in Heidelberg und absolvierte 1995 einen Forschungsaufenthalt am Tinbergen-Institut in Amsterdam.
Von 1998 bis 1999 übernahm Feuerstein die Lehrstuhlvertretung für Volkswirtschaftslehre, insbesondere Internationale Wirtschaftsbeziehungen an der Universität-Gesamthochschule Essen, anschließend war sie von 1999 bis 2005 als Hochschuldozentin wieder an der Universität Heidelberg tätig. 2005 hatte sie eine Gastprofessur für Außenwirtschaft an der Universität Linz inne.
Feuerstein folgte 2005 einem Ruf an die interdisziplinäre Staatswissenschaftliche Fakultät der Universität Erfurt auf die Professur für Internationale Ökonomie, die sie bis 2008 bekleidete. Von 2006 bis 2008 nahm sie das Marie Curie Fellowship der Europäischen Union für einen Forschungsaufenthalt an der University of Nottingham wahr. Seit 2008 ist sie als Professorin am Heidelberger Alfred-Weber-Institut für Wirtschaftswissenschaften in der Arbeitsgruppe Außenwirtschaft tätig.

## Forschungsschwerpunkte
Feuerstein beschäftigt sich mit Internationalen Wirtschaftsbeziehungen sowie mit Industrieökonomik.

## Publikationen (Auswahl)
- Studien zur Wechselkursunion : makroökonomische Konsequenzen der Wechselwirkungen zwischen festen und flexiblen Wechselkursen. Heidelberg 1992: Physica-Verlag. ISBN 3-7908-0590-4
- Home Bias, internationale Preisdifferenzierung und Wirtschaftsintegration, Jahrbücher für Nationalökonomie und Statistik, Vol. 222 (2002), S. 112–131.
- mit Hans Gersbach: Is Capital a Collusion Device?, Economic Theory, vol. 21 (2003), S. 133–154.
- From the Zollverein to the Economics of Regionalism, Jahrbücher für Nationalökonomie und Statistik, vol. 233 (2013), S. 367–388.